# Acetabularia
Acetabularia és un gènere d'algues verdes unicel·lulars gegants (0,5 a 10 cm de llargada), uninucleades, marines, amb una forma característica de paraigües. Es feren molt famoses amb els experiments de Joachim Hammerling als anys 1930, on trasplantant parts de A. mediterranea i A. crenulata mostrà que la informació genètica dels eucariotes està continguda en els nuclis. Les espècies com A. acetabulum es continuen emprant com a organisme model per a estudis de relacions nucli/citoplasma, organització citoòsia i ritme circadiari.
Acetabularia està al límit dels organismes unicel·lulars, essent un dels més grans exemples trobats. Té, a més, un nucli gran, d'uns 100 micròmetres (abans de la meiosi).